# Linaria nigricans
Linaria nigricans är en grobladsväxtart som beskrevs av Johan Martin Christian Lange. Linaria nigricans ingår i släktet sporrar, och familjen grobladsväxter. Inga underarter finns listade i Catalogue of Life.

## Bildgalleri

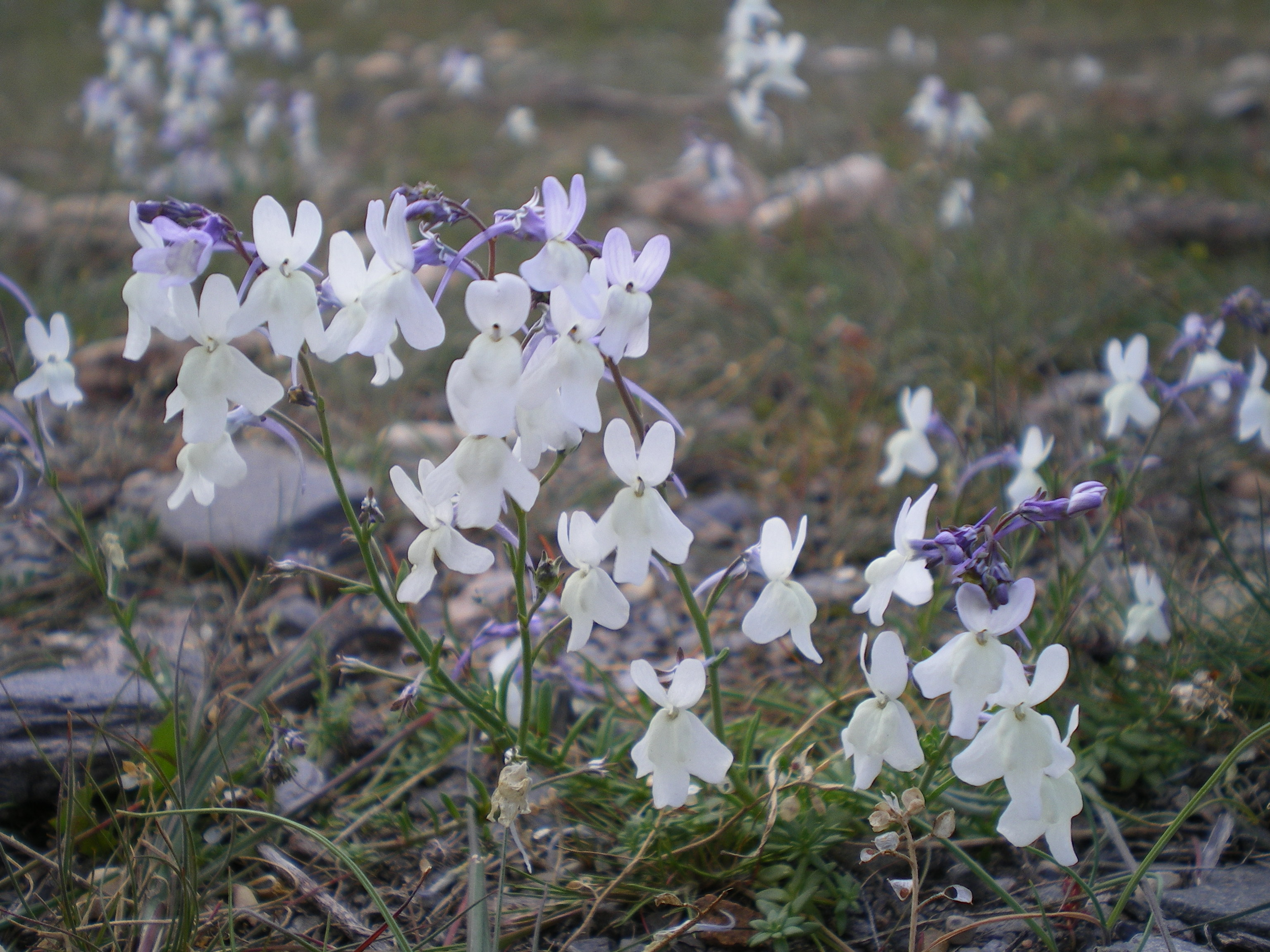